# Akurgal

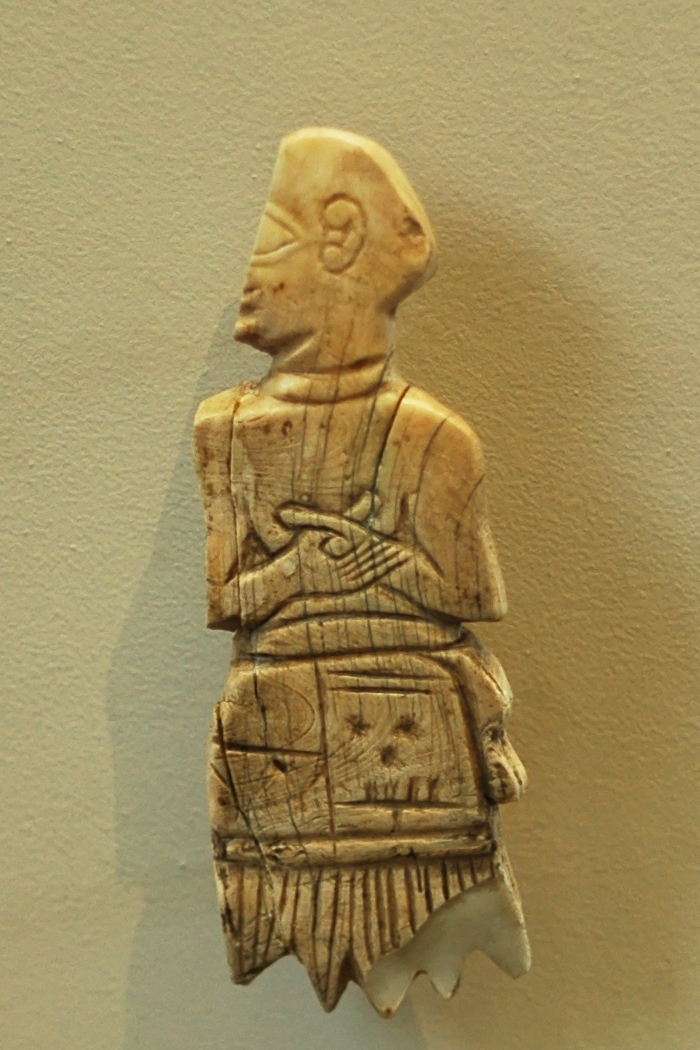
Taracea con el nombre de Akurgal
Museo del Louvre.

Akurgal fue un rey de la ciudad sumeria de Lagash que vivió hacia el siglo XXVI a. C. (período Dinástico Arcaico). Fue sucesor de Ur-Nanshe y sucedido por su hijo, Eannatum.
Durante su reinado, la ciudad de Lagash reanudó sus hostilidades contra Umma. Se considera posible que muriese en combate.